# Віжен (Кіновсесвіт Marvel)
Віжен (англ. The Vision) — персонаж з медіафраншизи Кіновсесвіту Marvel (КВМ), заснований на однойменному персонажі Marvel Comics. Його роль виконав Пол Беттані. Віжен — вібранієвий синтезоїд з тілом, створеним лиходієм Альтроном у фільмі «Месники: Ера Альтрон» (2015), що включає в себе Камінь Розуму, але який був доведений до свідомости Тоні Старком і Брюсом Беннер, завантаживши основне програмне забезпечення штучного розуму Старка, Д.Ж.А.Р.В.І.С.а, з енергією, наданої Тором. Віжен також присутній у фільмах «Капітан Америка: Громадянська війна» (2016), «Месники: Війна нескінченности» (2018) і серіалі Disney+ «ВандаВіжен» (2021).

## Концепція і характеризація
Персонаж на ім'я Віжен дебютував в короткому оповіданні з коміксу «Marvel Mystery Comics» # 13 (листопад 1940) як інопланетний співробітник правоохоронних органів, також відомого як Ааркус, продовжуючи регулярно з'являтися в цій супергеройський антології до випуску #48 (жовтень 1943). У кінці 1960-их редактор Стен Лі і письменник Рой Томас вирішили додати нового члена команди в серію супергероїв «Месники». Томас хотів повернути інопланетного Віжена з Золотого століття, але Лі був налаштований на те, щоб ввести андроїда як члена команди. Томас в кінцевому рахунку пішов на компроміс, використовуючи нового Віжена, який був андроїдом. Другий Віжен вперше з'явився в «Месники» #57 (жовтень 1968). Томас хотів, щоб персонаж був білим, як і личить його примарного імені, але друковані обмеження того часу зробили б його безбарвним, з неокрашенной папером там, де повинна бути його шкіра. Він зупинився на червоному, так як не хотів, щоб Віжен був зеленим, як Галк, або синім, як Атланти. Персонажа порівнювали зі Споком з «Зоряного шляху», але Томас сказав, що в той час він мало що знав про серіал. Він визнав, що відчував вплив Адам Лінка, персонажа Отто Байндер, одного з перших роботів, до якого ставилися як до жалісливим персонажу, а не як до механічного інструменту.
У «Месники» # 75 (квітень 1970) Шархалова Відьма знову введена в команду і незабаром стає любовним інтересом для Віжена. Томас згадував: «Я відчував, що якийсь роман допоможе розвитку персонажів в "Месники", і Віжен був головним кандидатом, тому що він з'являвся тільки в цьому журналі ... як і Ванда, якщо вже на те пішло. Так вони і стали парою, по чисто практичних міркувань. Це також, як я відчував, додало б до розвитку, яке для робив в спробі Віжена стати "людиною".»

### Характеризація

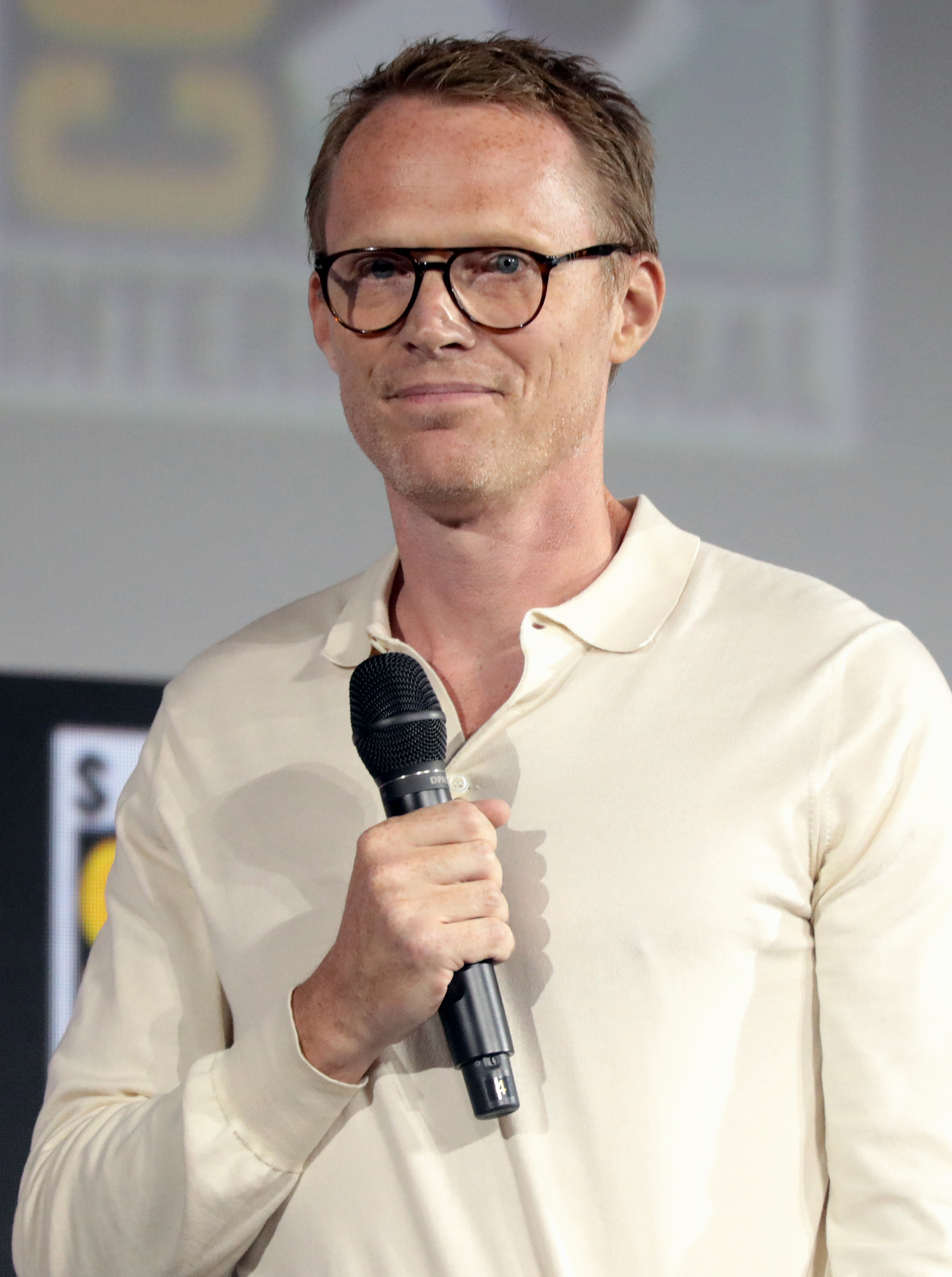
Пол Беттані виконує роль Віжена

До появи Віжена в КВМ, Пол Беттані озвучував Д.Ж.А.Р.В.І.С.а, Штучний інтелект Тоні Старка з попередніх фільмів, який був його компаньйоном. Беттані зізнався, що він погано уявляв собі, що це за роль, навіть коли записував її, просто роблячи це як послугу Джону Фавро. Після цього він отримав роль Віжена, андроїда, створеного Альтроном. Беттані заявив, що він був здивований, коли Відон запитав його, чи хотів він бути Віженом, тому що, як тільки актор отримав роль певного персонажа в КВМ, їм зазвичай не дають роль іншого персонажа.  Про те, що зацікавило його в Віжені, Беттані сказав: «Що мене привабило, так це те, що народжується таке собі формуюча істота, будучи одночасно всемогутнім і зовсім наївним, така небезпека цього і складна природа речі, що народжується такої потужної і створеної за секунду, і вибір, який він робить морально, дійсно складний і цікавий. Їм дійсно вдалося зберегти все це».  Беттані також заявив, що Віжен відчуває себе турботливим і захищає ряд людей в фільмі, особливо Ванду Максимову, і має здатність змінювати свою щільність. Для ролі Беттані доводилося висіти на страхувальних тросах. Відон заявив, що він хотів включити Віжена в другому фільмі про Месників, перш ніж підписати контракт на перший фільм. Екранний вигляд Віжена був розроблений Трент Клаусом і його командою в Lola VFX на основі концепцій Раяна Майнердінґа. Наносити грим Беттані, який складався з суміші фарби для тіла і складного гриму, займало дві години, і гримери Джеремі Вудхед і Нік Вільямс сказали, що найскладнішим було підібрати правильний відтінок шкіри Віжена. Однак в остаточному підсумку грим і точки відстеження були видалені цифровим способом і замінені на CG.
Обговорюючи розвиток персонажа у фільмі «Капітан Америка: Громадянська війна», Беттані зазначив, що, оскільки Віжен був тільки створений в попередньому фільмі «Ера Альтрон», «ви бачите, як народжується мій персонаж ... Він повинен бути одночасно і всемогутнім, і абсолютно наївним. І переживати світ в реальному світі і своє місце в ньому. Чи буде він силою добра або силою зла?». Беттані також сказав, що йому цікаво досліджувати, «що це означає бути людиною і що таке любов» з персонажем, оскільки «єдиний спосіб гарантувати свою вірність — це любов». Це проявляється в зв'язку, який Віжен починає формувати з Вандою Максимовою, і Беттані прокоментував це: «У них є ці нові квітучі сили, які вони не розуміють ... Я думаю, він турбується, що вони обидва небезпечні. Так що він відчуває цю реальну зв'язок з нею». Оскільки Віжен має здатність створювати проєкційне маскування, він вважає за краще одягатися так само, як аташе Говарда Старка, Едвін Джарвіс. В одному огляді відзначається, що «Вижен — це андроїд, який знайшов свідомість і близькість до любові одночасно, і тому останнє має для нього першорядне значення».
У «ВандаВіжен» Беттані зображує нову версію персонажа, створеного Вандою в її кишеньковій реальності з тієї частини Каменя Розуму, яка живе в ній, яка є втіленням її печалі, надії і любові. З огляду на це, Беттані описав цього Віжена як «гідного і благородного». Він був натхненний виступами Діка Ван Дайка і Г'ю Лорі для цієї версії. Беттані також грає оригінального Віжена, якого збирає і реактивує «М.Е.Ч.». Відновлений Віжен має повністю білий зовнішній вигляд, схожий на той, коли персонаж коміксів воскрес з повністю білим тілом і без спогадів і емоцій, власне як і в КВМ. Беттані розрізняв дві версії, зображуючи відновленого Віжена як одночасно знайомого і лякаючого. 

## Вигадана біографія персонажа

### Створення і становлення Месником
У 2015 році Д.Ж.А.Р.В.І.С. був, мабуть, знищений Альтроном але пізніше з'ясувалося, що він фактично поширив свою свідомість по всьому Інтернету, дозволивши своїм протоколам безпеки затримати спроби Альтрона отримати доступ до кодів ядерного запуску Землі досить довго, щоб Тоні Старк зрозумів, що сталося. Месники захоплюють синтетичне тіло, яке Альтрон створив для себе, і підживлює Каменем Розуму. Старк і Брюс Беннер завантажують Д.Ж.А.Р.В.І.С.а як основного програмного забезпечення для цього тіла. Після короткої сутички з іншими Месниками, які не згодні з цією спробою, Тор використовує свою блискавку, щоб зарядити тіло, активоючи Віжена. Тор пояснює, що камінь на лобі Віжена, один з шести Каменів Нескінченности, найпотужніших предметів в існуванні, був частиною його бачення. Здобувши свідомість, Віжен каже, що не є істотою Альтрона, але також більше не є Д.Ж.А.Р.В.І.С.ом; Віжен стверджує, що він «за життя» і встає на сторону Месників проти Альтрона. Він бореться з дронами Альтрона під час фінальної битви в Соковії, рятує Ванду Максимову з підірваного центру міста і сам знищує останнього дрона Альтрона. Примітно, що до цього моменту, Віжен є єдиним неасґардцем, здатним підняти молот Тора, мйольнір; більш рання сцена встановлює, що це означає, Віжен серцем чистий і, отже, «гідний» підняти молот. У кінці, після того як Старк, Клінт Бартон, Тор і Беннер йдуть, Стів Роджерс і Наташа Романова очолюють нову команду Месників, що складається з Ванди, Сема Вілсона, Джеймса Роудса і Віжена.

### Громадянська війна Месників
У 2016 році Віжен встає на сторону Старка під час основного конфлікту і підписує Соковійський договір. Він пояснює це тим, що число надприродних або дуже небезпечних подій збільшилася з тих пір, як Старк розкрив свою таємну особистість, і що урядовий нагляд допоможе команді. Це включає в себе висновок Ванди на базі Месників. Він намагається зробити так, щоб Ванда відчувала себе комфортно, готуючи їй паприкаш, і починає формувати стосунки. Пізніше він долає Бартона, який намагається визволити Ванду, поки вона не втручається і не знешкоджує його. Він неушкоджений і летить в Німеччину, щоб зупинити команду Роджерса. Під час бою він цілиться в Вілсона, щоб вивести його з ладу, але випадково збиває і калічить Роудс, так як він відволікся, доглядаючи за Вандою. Після цього він повертається на базу Месників.

### Війна нескінченности
У 2018 році Віжен тепер знаходиться в романтичних стосунках з Вандою в Шотландії, використовуючи свої сили для підтримки людського маскування. Одного разу вночі вони потрапили в засідку Корвус Ґлейва і Проксіми Міднайт, членів Чорного Ордена, і Ґлейв ранить Віжена. Їх рятують Роджерс, Вілсон і Романова, і вони повертаються на базу Месників разом з Роудсом і Беннером. Роджерс каже їм, що він знає місце, де є ресурси, щоб видалити Камінь Розуму, при цьому не вбиваючи Віжена. Віжен летить з командою у Ваканду, де його оперує Шурі. На жаль нападають аутрайдери, що спонукає Ванду втрутитися в битву, залишаючи Шурs беззахисною від Ґлейва, який проникає всередину. У результаті Віжен вступає в бій з Ґлейвом і падає в ліс внизу, а потім вбиває Ґлейв його ж власною зброєю. Після того, як у Ваканду прибуває Танос, Віжен переконує Ванду знищити Камінь Розуму, що вона і робить, ціною його життя. Однак Танос використовує Камінь Часу, щоб звернути назад руйнування Каменя, дозволяючи йому вирвати Камінь з голови Віжена, що вбиває Віжена.

### Життя у Веств'ю
У 2020 році «М.Е.Ч.» забирає дезактивований труп Віжена з Ваканди і експериментує на його тілі в штаб-квартирі «М.Е.Ч.». У 2023 році Ванда, бажаючи поховати Віжена, відправляється в штаб-квартиру «М.Е.Ч.» і виявляє, що над ним експериментують. Крім того в «М.Е.Ч.» кажуть їй, що Віжен є державною власністю і не може бути переданий їй.
Покинувши штаб-квартиру «М.Е.Ч.», Ванда відправляється в Веств'ю, Нью-Джерсі, і в пориві горя випадково створює кишенькову реальність (Гекс), а також створює власного «Віжена» (через їх загальну зв'язок з Каменем Розуму). У кишеньковій реальності вона і Віжен одружені і живуть у передмісті. У Віжена є робота в компанії Computational Services Inc., де він вражає своїх колег своєю швидкістю, але не впевнений, чим його компанія насправді займається. Він запрошує свого боса на вечерю, під час якого бос давиться своєю їжею, і Віжену доводиться використовувати свої здібності, щоб врятувати його. Пізніше Віжен поводиться так, як ніби він сп'янілий після того, як випадково проковтнув жуйку, і Ванді вдається виправити це. Після того, як вагітність Ванди їхніми дітьми-близнюками швидко прогресує, Віжен демонструє свою надшвидкість і на мить, здається, розуміє, що щось не так з їхнім оточенням. Потім він починає розслідувати роль Ванди у Веств'ю, використовуючи свої здібності читати думки одного зі своїх колег і виявляючи, що розум цієї людини знаходиться під чужим контролем. Це призводить до суперечки між Віженом і Вандою. Ще більш підозрілий Віжен продовжує розслідування самостійно, прямуючи на околицю Веств'ю, і знаходить жителів, застиглих на місці поза своїх будинків, включаючи Аґнес, яка прикидається, що вона в трансі. Він знаходить бар'єр шестикутника і намагається пройти через нього, але починає розпадатися. Він каже агентам «М.Е.Ч.» і Дарсі Льюїс, що жителям Веств'ю потрібна допомога. Потім Віжен відновлюється після того, як Ванда розширює кишенькову реальність. Прокинувшись, «Віжен» знаходить Дарсі у Веств'ю і виводить її з трансу. Вона розповідає йому про його минуле життя з Месниками і про те, що Ванда дійсно любить його. Почувши це, він іде, щоб знайти Ванду.
Пізніше, на базі «М.Е.Ч.» за межами Веств'ю, виконуючий обов'язки директора Тайлер Гейворд використовує сили Ванди з дрона, щоб знову активувати Віжена, тепер уже з білим тілом. Білий Вижен йде в Веств'ю за наказом Гейворда і знаходить Ванду, але не пам'ятає її і нападає на неї, але його зупиняє створений нею «ВІжен». Вони борються, жоден з них не бере гору, поки білий Вижен не заявить, що «Віжен» повинен бути знищений, на що «Віжен», створений Вандою, відповідає, що він не справжній Віжен, а лише умовний Віжен. Вони обговорюють парадокс корабля Тесея і взаємно погоджуються, що обидва вони, в стані буття і небуття, є істинним Віженом. Умовний Віжен, створений Вандою, відновлює справжні спогади Віжена про те, що він був Месником, і про любов до Ванди, змушуючи його полетіти, щоб все осмислити.
Пізніше «Віжен» дізнається, що він — спогад Ванди, яке було створено Каменем Розуму, і він зникає, коли Ванда прибирає Гекс.

## Альтернативні версії
Віжен, озвучений Полом Беттані, з'явився в першому сезоні анімаційного серіалу Disney+ «А що як...?» у вигляді декількох альтернативних версій самого себе:

### Зомбі-епідемія
В альтернативному 2018 році, після того як квантовий вірус вивільняється і заражає Ванду Максимову, перетворюючи її в зомбі, Віжен утримує її в таборі Ліхай в Нью-Джерсі. Там він експериментує з Каменем Розуму, щоб знайти ліки від вірусу зомбі. Він успішно лікує голову Скотта Ленґа, проте сама Максимова не піддається його лікування, оскільки вона дуже сильна і не може бути вилікувана, що призводить до того, що Віжен заманює виживших, щоб згодовувати їх Ванді. Він викрадає Т'Чаллу, і згодовує Ванді його праву ногу. Зрештою, після того, як ті, що вижили члени Месників і їх союзники прибувають на базу, Віжен передає Камінь Розуму Брюсу Беннеру, гинучи при цьому.

### Тіло для Альтрона
В альтернативному 2015 року Альтрон успішно переносить свою свідомість в тіло Віжена, вбиває більшість Месників і знищує все життя у Всесвіті після отримання решти п'яти Каменів Нескінченности від Таноса. Дізнавшись про Спостерігача та існування інших реальностей, Альтрон відправляється в простір Спостерігача, звідки у нього є доступ до кожної часової лінії в мультивсесвіті, маючи намір підкорити кожну з них. Однак в остаточному підсумку його долають Спостерігач і Вартові Мультивсесвіті, яким вдається завантажити розум Арніма Золи в його тіло, дозволяючи Золі видалити його свідомість. Хоча Зола, тепер контролює тіло Віжена, намагається боротися з Еріком Кіллмонґером за контроль над Камінням Нескінченности, Спостерігач і «Верховний» Доктор Стрендж заморожують їх обох в кишеньковому вимірі. Стрендж погоджується охороняти їх до кінця вічности.

## Поява і спеціальні ефекти
В огляді на персонажа в «The Hollywood Reporter» відзначають: «Віжен з коміксів використовує кричущий зелено-жовтий костюм, в поєднанні з яскраво-червоним обличчям — колірна гамма, яка може бути трохи перебором для більш тонко пофарбованої Кіновсесвіту Marvel — але навіть в цьому випадку суміш фіолетового, синього і сірого є несподіваним, і несподівано сміливим, вибором для персонажа Пола Беттані».
З точки зору моди, зберігаючи громадянську зовнішність, Віжен намагається наслідувати класичному людському стилю, включаючи носіння аскота.
У 2023 році "М.Е.Ч.» знову воскрешає Віжена, який був убитий Таносом у 2018 році, і все його тіло стає білим.

## Сприйняття
У 2016 році Беттані був номінований на премію «Сатурн» за кращу чоловічу роль другого плану за свою гру у фільмі «Месники: Ера Альтрон». В огляді телесеріалу 2021 року «ВандаВіжен», йдеться про те, що «персонажі Олсен і Беттані часто розглядалися персонажі на лавці запасних у зіркової команди в фільмах про Месників. Тут вони дійсно сяють». Далі в огляді йдеться, що Беттані «з легкістю вписується в роль відданого, свого роду квадратного, дурнуватого чоловіка», і хвалять його фізичні комедійні навички.
За свій виступ у «ВандаВіжен», Беттані був номінований на премію «Еммі» за кращу чоловічу роль у міні-серіалі або фільмі.